# Zosterops brunneus
L'occhialino di Fernando Po (Zosterops brunneus (Salvadori, 1903)) è un uccello passeriforme della famiglia Zosteropidae.

## Distribuzione e habitat
La specie è un endemismo dell'isola di Bioko (Guinea Equatoriale), conosciuta, in periodo coloniale, con il nome di Fernando Pó.